# ランチア・カッパ
カッパ（kappa ）はイタリアの自動車メーカー・ランチアが1919年から1925年まで、並びに1994年から2000年まで生産した乗用車である。「カッパ」とはギリシア文字の κ のことでアルファベットの k に相当するものである。なお、同一名称のモデルが二種類あるのは、創業当初のランチアが生産車にギリシア文字で順に名称を付けていた慣習をフィアット傘下に入って後に復活させたためで、両車に共通点はない。

## 初代
1919年に第一次世界大戦後初の新型車として登場した4気筒サイドバルブ4,940 cc70馬力エンジンの大型乗用車。前身のランチア・テータの改良型であるが、エンジンシリンダーとヘッドが初めて別体型となり、電動式のセルフスターターモーターが初めて装着され、シフトレバーも車外からフロア中央に移されるなど大幅に近代化されている。1921年にはシリンダーヘッドをOHV化して87馬力にパワーアップしたスポーティーモデル「ディカッパ」（'Di'は2を意味する接頭語）が追加された。翌1922年にはランチアが特許を持ち、航空エンジンで実績を積んだ狭角V型エンジン(22°)と、当時としては極めて先駆的なSOHCのシリンダーを持つ4,594cc98馬力の「トリカッパ」（'Tri'は3を意味する）に発展した。フレームは従来のペリメーター型で、サスペンションも前後ともリーフ・リジッドであった。このエンジンの基本設計は1922年に登場する前輪独立サスペンション、モノコックボディを持つ傑作車・ラムダに後を譲り、1925年に生産を終了した。

## 二代目
ランチアの最上級モデルとして作られていたテーマの後継として1994年に登場した。基本的にプラットフォームはテーマからのキャリーオーバーとなっている。
当時のランチアは、イギリス市場でのテーマ及びデドラが不調であり、同市場から撤退していたため、右ハンドル仕様の生産を中止していた。このためカッパは日本にもガレーヂ伊太利屋によって少数輸入されたが全て左ハンドル車であった。フェラーリ製エンジンまで搭載していたテーマのスポーティさはアルファロメオとの競合を配慮してカッパからは影を潜め、エレガンスと豪華さが強調されることとなった。特にインテリアのデザイン・質感は非常に重視され、オプションの本革シート表皮にはイタリアの高級家具メーカー、ポルトローナ・フラウ社製が採用されていた。この結果、イタリア国内ではちょうど日本のトヨタ・クラウンのような位置付けの高級車として公用車や富裕な中高年層の自家用車などに広く用いられたが、ランチアにもアルファロメオとはまた違ったスポーツ性を求める海外市場では地味な存在に終始し、結局10年間に約80,000台しか生産されなかった。2000年には生産中止され、2001年登場のテージスにバトンタッチする。
カッパは当初4ドアセダンだけであったが、1996年にはテーマにもあった5ドアステーションワゴン版の「SW」（車体製造はテーマ・ワゴン同様ピニンファリーナ）が、1997年には二世代前のガンマ以来久々の2ドアクーペ（デザイン・製造はマッジョーラ。ホイールベースが短縮されている）が追加され、それぞれのタイミングでシリーズ全体にも小変更が行なわれた。クーペは生産規模が小さいため価格が高く、しかもセダンと同じウインドウスクリーンを用いたためスタイルも万人受けするものではなく、2000年までに僅か3,620台が作られたにとどまった。
カッパは全て横置きエンジン・フロントドライブのFFで5速MTまたは4速ATが選択可能であった。エンジンは「2.0 20V」が1,998 cc 直列5気筒DOHC4バルブ146 - 155馬力（ランチアはV.I.Sと呼ぶ1996年以降の可変バルブシステム搭載車）、「2.4 20V」が2,446 cc 175馬力、日本にも輸入された「3.0 V6 24V」が2,959 cc V型6気筒DOHC4バルブで205馬力（2.4と3.0は当初からV.I.S付き）であった。主に2,000ccを超えると税制上不利になるイタリア国内向けに「2.0 16V Turbo」（1,995cc4気筒205馬力、1998年まで）「2.0 20V Turbo」（1,998cc5気筒220馬力、1998年以降）も存在した。また、ヨーロッパでは主流となりつつあった直噴コモンレール方式ディーゼル版の「2.4 Turbo TDI/JTD」（5気筒2,387cc124 - 136馬力）も選択可能であった。